# Esculca
Os esculcas eram as sentinelas ou vigias que faziam a ronda nocturna dos arraiais dos exércitos visigóticos.
Posteriormente, já na altura dos exércitos portugueses da primeira dinastia, os esculcas, além de fazerem a vigia nocturna, sobre os muros das fortificações,  permanecendo ocultos nas cárcovas das fortificações ou em torres de meia cana, em posição avançada das fortificações, também podiam realizar a vigia nocturna, como guardas avançados em arraiais.
No reinado de D. Afonso Henriques, porém, ainda se fazia a distinção entre o posto de esculcas ou atalaias, do de guarda avançada conforme se evidencia do foral de Penela, de 1137.  Com efeito, os esculcas ficavam de vigia sobre as muralhas nas praças fronteiriças, durante o período da noite, contrapondo-se assim aos atalaias, que eram os guardas que vigiavam das mesmas posições cimeiras, durante o dia. 
Importa ressaltar, ainda que desde o reinado de D. Afonso Henriques ao reinado de D. João I, esta função de esculca, fosse como guarda avançado ou como vigia nocturno, era amiúde prestada pelos chamados «arricaveiros» ou «arrecavos», que eram camponeses recrutados pelo exército, para o auxiliarem como recovas (transportadores de materiais, mantimentos e implementos militares), ou na construção de defesas ou como esculcas.

## Etimologia
Sendo certo que durante séculos, se julgou que o substantivo «esculca», herdado do latim tardio sculcae, figurando por exemplo nas epistolas de Vegécio no séc. IV, pudesse tratar-se de uma corruptela de exculcātŏr, que significa «batedor; escaramuceiro»; hoje em dia, porém, crê-se que se tratará antes de uma latinização do étimo germânico *skulka, que significa «espião, escuta».